# Bernhard gewinnt adelige Turniergäste

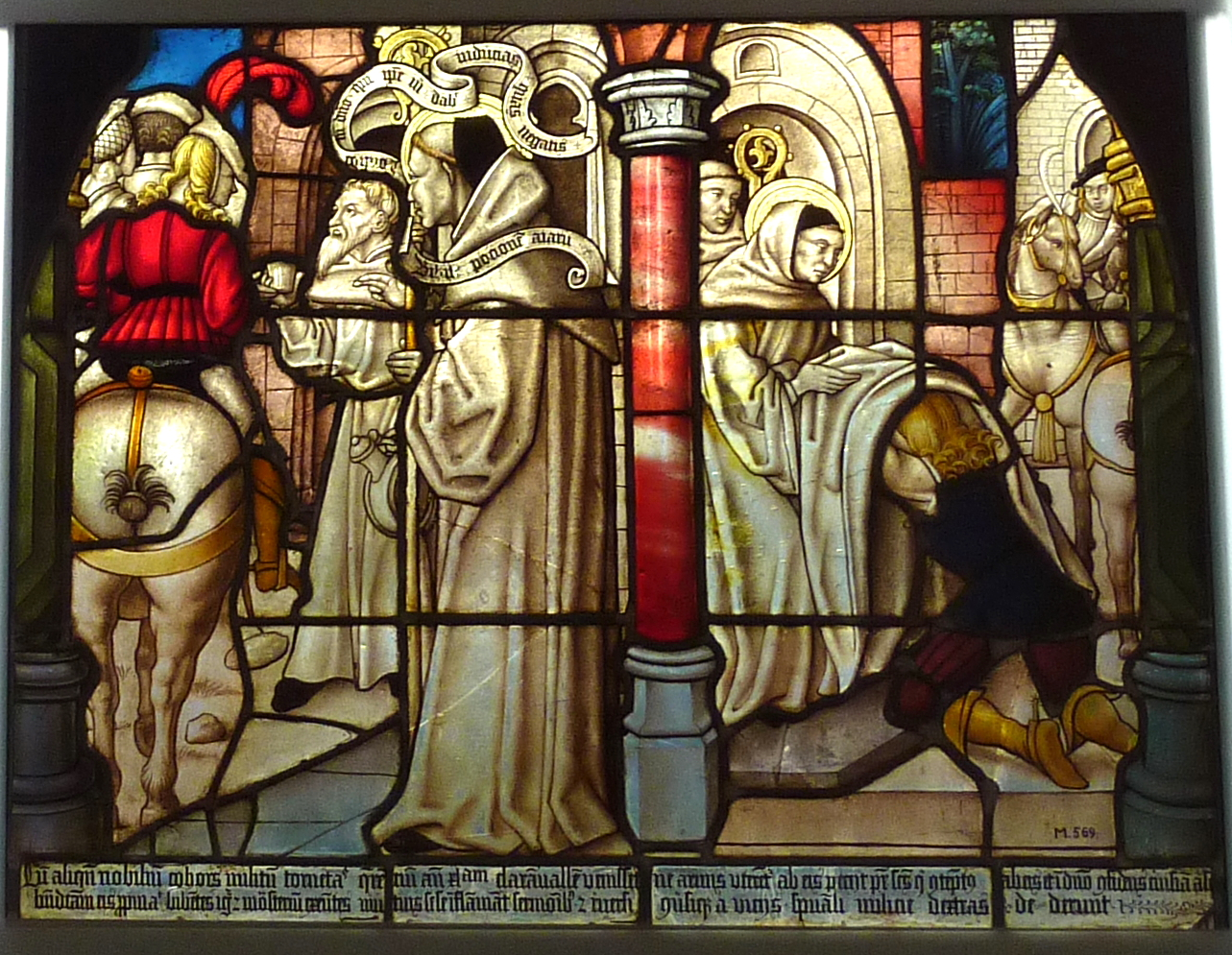
Scheibe mit der Darstellung Bernhard gewinnt adelige Turniergäste...

Bernhard gewinnt adelige Turniergäste durch einen Zaubertrank für den Zisterzienserorden wird ein Bleiglasfenster genannt, das zwischen 1505 und 1532 für den Kreuzgang des Klosters Altenberg geschaffen wurde. Es befindet sich seit 1932 im Museum Schnütgen und hat die Inventar-Nr. M 569.

## Herkunft
Die Scheibe gehört zu den 1806 ausgebauten Scheiben des Kreuzgangs der Abtei Altenberg. Sie kam in die Sammlung des Weinhändlers Johann Heinrich Pleunissen (1731–1810) in Köln und wurde an seine Tochter Maria Franziska Hirn geb. Pleunissen (1765–1833) vererbt. Bei der Versteigerung im Jahr 1824 kam die Scheibe in die Sammlung von Matthias Joseph de Noël, der sie mit anderen Kunstwerken 1852/53 der Stadt Köln schenkte.

## Beschreibung
Die Scheibe stammt aus einem Zyklus über das Leben des heiligen Bernhard, sie ist circa 71 cm breit und 69 cm hoch. Durch die rote Säule in der Mitte werden die zwei Szenen abgetrennt. Links lässt Bernhard den Rittern von einem älteren Mönch einen Trunk reichen. Die zwei Spruchbänder in lateinischer Sprache sagen übersetzt: „Trinkt den Trank der Seelen“ und „Ich vertraue auf Gott. Er wird mir die Waffenruhe geben, die ihr verweigert.“ Auf der rechten Szene kehren die Ritter zurück und treten in das Kloster ein. Bernhard bekleidet den ersten mit einer Kutte.
Das untere Schriftband, ebenfalls in lateinischer Sprache, erzählt die Geschichte von den Rittern, die auf dem Weg zu einem Turnier nach Clairvaux kamen. Der Aufforderung von Bernhard kurz vor der Fastenzeit die Waffen nicht zu benutzen, kamen die Ritter nicht nach. Daraufhin ließ Bernhard den Rittern ein von ihm gesegnetes Bier als Trunk reichen. Als sie schon das Kloster verlassen hatten, kamen sie bekehrt zurück und begehrten, in das Kloster eintreten zu dürfen.